# Хуманистичка оријентација
Хуманистичка оријентација су концепти, вредности и технике које придају важност развоју људских потенцијала пре него дисфункције. Професионалци са овом оријентацијом теже да помогну клијентима да развију позитивне циљеве фокусом на ситуацију и стање клијента „сада и овде“ и на стварање терапеутског и сарадничког односа.